# 쓰가루 야스치카

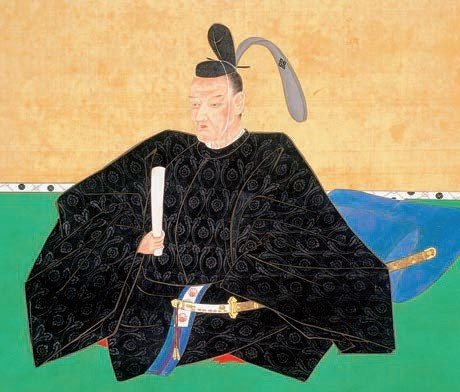
쓰가루 야스치카

쓰가루 야스치카(일본어: 津軽寧親, 1765년 3월 8일 ~ 1833년 7월 30일)는 고타이요리아이(交代寄合) 구로이시 쓰가루 가문의 6대 당주이며, 히로사키번의 9대 번주이다. 어릴적 이름은 가즈사부로(和三郎)이다. 관위는 종5위하, 데와노카미(出羽守)이다.
메이와 2년 정월 17일, 쓰가루 아키타카의 맏아들로 태어났다. 1778년, 구로이시 쓰가루 가문의 가독을 이었다. 1791년, 본가 히로사키번의 번주 쓰가루 노부아키라가 후사 없이 죽자, 그 양자가 되어 뒤를 이었다. 구로이시 쓰가루 가문의 가독은 장남인 쓰네토시(典暁)가 이었다. 야스치카는 노부아키라의 개혁 정책을 계승하였으나, 그는 노부아키라와 달리 유능한 군주는 아니었다고 평가되고 있다. 결국 노부아키라가 추진하던 무사들의 귀농을 통한 농지 회복은 실패하였고, 대신 다른 번으로부터 개척자들을 수용하였다. 1796년, 번교인 계고관(稽古館)을 지었다. 1797년에는 관정률(寛政律)이라는 법령을 제정하였다.
1805년, 에조치 경비에 공적이 있어 7만 석으로 고쿠다카가 올라갔으며, 1808년에는 10만 석 영지를 보유한 다이묘가 되었다. 1809년에는 구로이시 쓰가루 가문에 6천 석을 가봉하여 1만 석의 다이묘로 승격시킴으로써 지번인 구로이시번을 세웠다. 1810년에는 에도 막부에 히로사키성의 3층 천수각 신축을 요청하여, 1627년 소실된 이래로 없었던 천수각을 다시 세웠다. 그러나 연이은 개혁과 에조치 경비, 천수각 신축 등으로 인해 번 재정이 어려워지면서 영지 내 백성들에게 무거운 세금이 부과되었고, 결국 1813년 민간 폭동인 다미지로 잇키(民次郎一揆)가 발발하였다. 한편, 10만 석으로 고쿠다카가 높아지면서 모리오카번보다 가격(家格)이 높아지자, 1821년, 자존심에 상처를 입은 모리오카 번 번사가 에도에서 본국으로 귀국하던 야스치카를 암살하려 한 소마 다이사쿠 사건이 발생하였다. 결국 실의에 빠진 야스치카는 1825년, 번주 자리를 둘째 아들인 노부유키(信順)에게 물려주고 은거하였고, 그 후로는 하이쿠에 심취하였다. 1833년, 69세의 나이로 사망하였다.
| 전임 쓰가루 아키타카 | 제6대 구로이시 쓰가루가 당주 1778년 ~ 1791년 | 후임 쓰가루 쓰네토시 |

| 전임 쓰가루 노부아키라 | 제9대 히로사키번 번주 1791년 ~ 1825년 | 후임 쓰가루 노부유키 |